# Brodnia Dolna
Brodnia Dolna – wieś w Polsce położona w województwie łódzkim, w powiecie łaskim, w gminie Buczek.
| SIMC    | Nazwa       | Rodzaj    |
| ------- | ----------- | --------- |
| 0700329 | Dąbrówka    | część wsi |
| 0700335 | Krochmalnia | część wsi |
| 0700341 | Piaskowice  | część wsi |
| 0700358 | Stary Dwór  | część wsi |

W latach 1975–1998 miejscowość administracyjnie należała do województwa sieradzkiego.